# Michał Tober
Michał Tober (Warsaw; 10 de Abril de 1975 — ) é um político da Polónia. Ele foi eleito para a Sejm em 25 de Setembro de 2005 com 8945 votos em 20 no distrito de Warsaw, candidato pelas listas do partido Sojusz Lewicy Demokratycznej.
Ele também foi membro da Sejm 2001-2005.